# Скрэтч (велоспорт)
Скрэтч — индивидуальный вид велотрековой гонки.

## Описание
Гонка проводится с массового старта на дистанцию:
| Категория гонщиков | Дистанция, км | Дистанция, км    |
| Категория гонщиков | Стандартная   | Квалификационная |
| ------------------ | ------------- | ---------------- |
| Мужчины            | 15            | 10               |
| Женщины            | 10            | 7,5              |
| Мужчины-юниоры     | 10            | 7,5              |
| Женщины-юниорки    | 7,5           | 5                |

Примечание: соревнования по скрэтчу в составе омниума проводятся на дистанциях, установленных для квалификационных заездов.
Старт даётся с хода после прохождения одного нейтрального круга. 
Окончательное распределение мест определяется по результатам заключительного финиша с учетом кругов дистанционного преимущества, полученных гонщиками. Победителем объявляется пришедший к финишу первым. Отставшие на круг снимаются с соревнования.
Если лидер по ходу гонки обогнал на круг всех остальных соперников, то гонка считается завершённой, лидер — победителем, а последние двое обогнанных — призёрами.

## Скрэтч на чемпионатах мира
Медали в скрэтче на Чемпионатах мира разыгрываются с 2002 года.

### Мужчины
| Год  | Победитель          | 2-е место          | 3-е место         |
| ---- | ------------------- | ------------------ | ----------------- |
| 2002 | Франко Марвулли     | Тони Гибб          | Штефан Штайнвег   |
| 2003 | Франко Марвулли     | Робер Сассон       | Жан-Пьер ван Зиль |
| 2004 | Грэг Хендерсон      | Роберт Слиппенс    | Вальтер Перес     |
| 2005 | Алекс Расмуссен     | Грэг Хендерсон     | Мэттью Гилмор     |
| 2006 | Жером Новилль       | Анхель Дарио Колья | Иоаннис Тамуридис |
| 2007 | Вонг Кам По         | Вим Стрётинга      | Рафал Ратайчик    |
| 2008 | Александр Лисовский | Вим Стрётинга      | Роджер Клюге      |
| 2009 | Морган Кнески       | Анхель Дарио Колья | Андреас Мюллер    |
| 2010 | Алекс Расмуссен     | Хуан Аранго        | Казухиро Мори     |
| 2011 | Квок Хо Тинг        | Элиа Вивиани       | Морган Кнески     |
| 2012 | Бен Свифт           | Нолан Хоффман      | Вим Стрётинга     |
| 2013 | Мартин Ирвайн       | Андреас Мюллер     | Люк Дэвисон       |
| 2014 | Иван Ковалёв        | Мартин Ирвайн      | Чен Кин Лок       |
| 2015 | Лукас Лисс          | Альберт Торрес     | Бобби Ли          |
| 2016 | Себастьян Мора      | Игнасио Прадо      | Клаудио Имхоф     |
| 2017 | Адриан Теклиньский  | Лукас Лисс         | Кристофер Лэтэм   |

### Женщины
| Год  | Победитель         | 2-е место          | 3-е место         |
| ---- | ------------------ | ------------------ | ----------------- |
| 2002 | Лада Козликова     | Рошелль Гилмор     | Ольга Слюсарева   |
| 2003 | Ольга Слюсарева    | Рошелль Гилмор     | Андри Виссер      |
| 2004 | Йоанка Гонсалес    | Мэнди Поитрас      | Ольга Слюсарева   |
| 2005 | Ольга Слюсарева    | Кэтрин Бэйтс       | Людмила Выпирайло |
| 2006 | Мария Луиза Калле  | Джина Грейн        | Ольга Слюсарева   |
| 2007 | Юмари Гонсалес     | Мария Луиза Калле  | Андри Виссер      |
| 2008 | Эллен ван Дейк     | Юмари Гонсалес     | Белинда Госс      |
| 2009 | Юмари Гонсалес     | Элизабет Армитстед | Белинда Госс      |
| 2010 | Паскаль Жёлан      | Юмари Гонсалес     | Белинда Госс      |
| 2011 | Марианн Вос        | Кэтрин Бэйтс       | Даниэль Кинг      |
| 2012 | Катажина Павловска | Мелисса Хоскинс    | Келли Дрёйтс      |
| 2013 | Катажина Павловска | София Арреола      | Евгения Романюта  |
| 2014 | Келли Дрёйтс       | Катажина Павловска | Евгения Романюта  |
| 2015 | Кирстен Вилд       | Эми Кьюр           | Эллисон Беверидж  |
| 2016 | Лора Тротт         | Кирстен Вилд       | Стефани Рурда     |
| 2017 | Ракеле Барбьери    | Элинор Баркер      | Жольен Д'Ор       |